# フィールジャパン with K
株式会社フィールジャパン with K（英称:Feel Japan with K Co., Ltd.）は、東京都中野区に本社を置くインドネシア人をはじめとする外国人就労支援会社および旅行代理店である。京都府にある湖池屋京都工場（特定技能生20名）などに派遣実績をもつ。

## 沿革
元三菱商事社員の岸田武雄（第27代自民党総裁で第100 - 101代内閣総理大臣の岸田文雄の弟）が2009年9月に同社を設立。
2024年9月26日、旅行業登録を抹消した。

## 業務内容
特定技能制度外国人採用支援を活用して特定技能制度登録支援機関として20登-005429で登録し、インドネシア人の日本就労を支援する。
東京都知事登録 旅行業3-6242号の旅行代理店として、東南アジアや中東からの訪日旅行を企画して運営する。